# タルト・フランベ

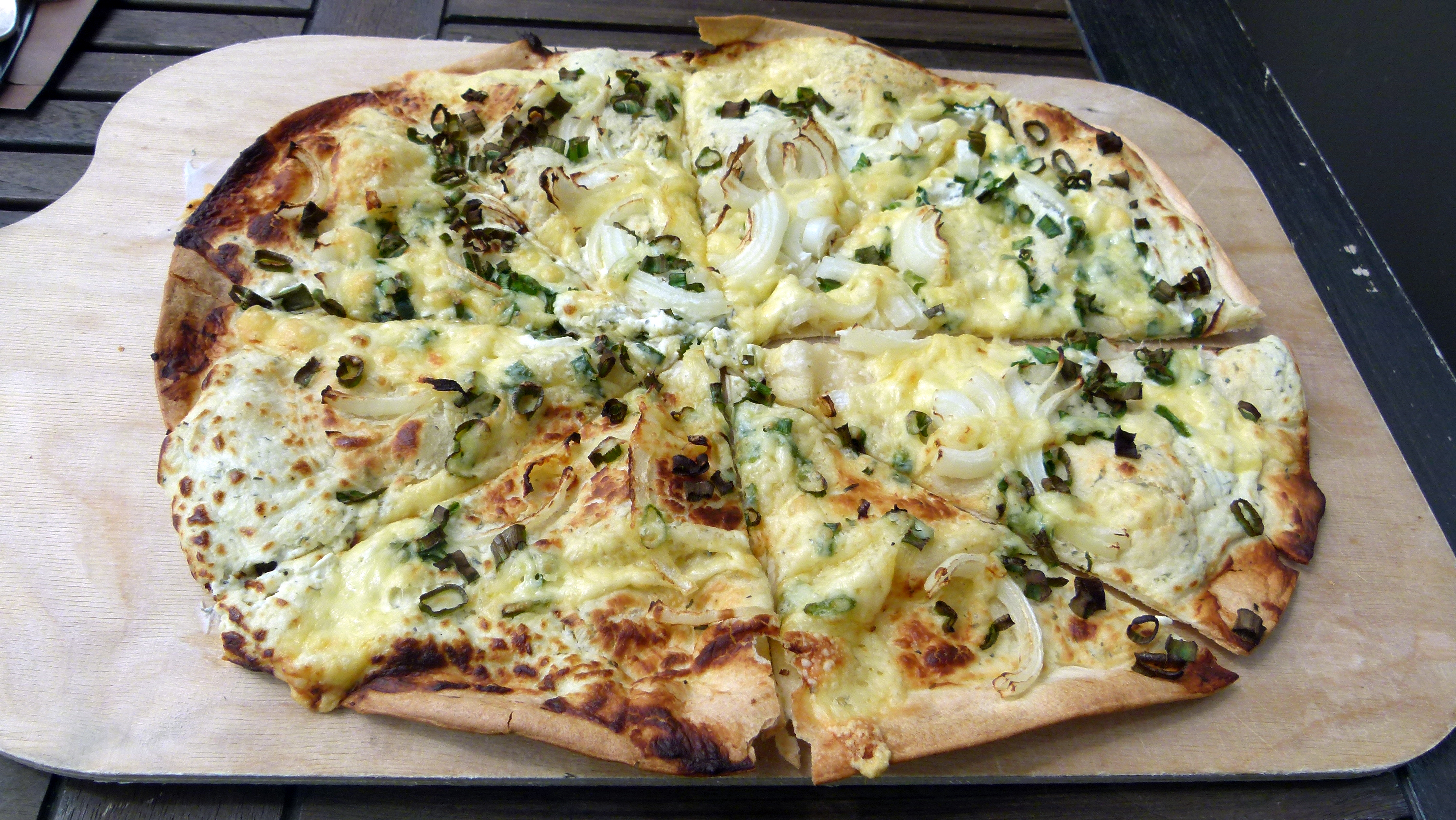
リーキと玉ねぎを使ったタルト・フランベ

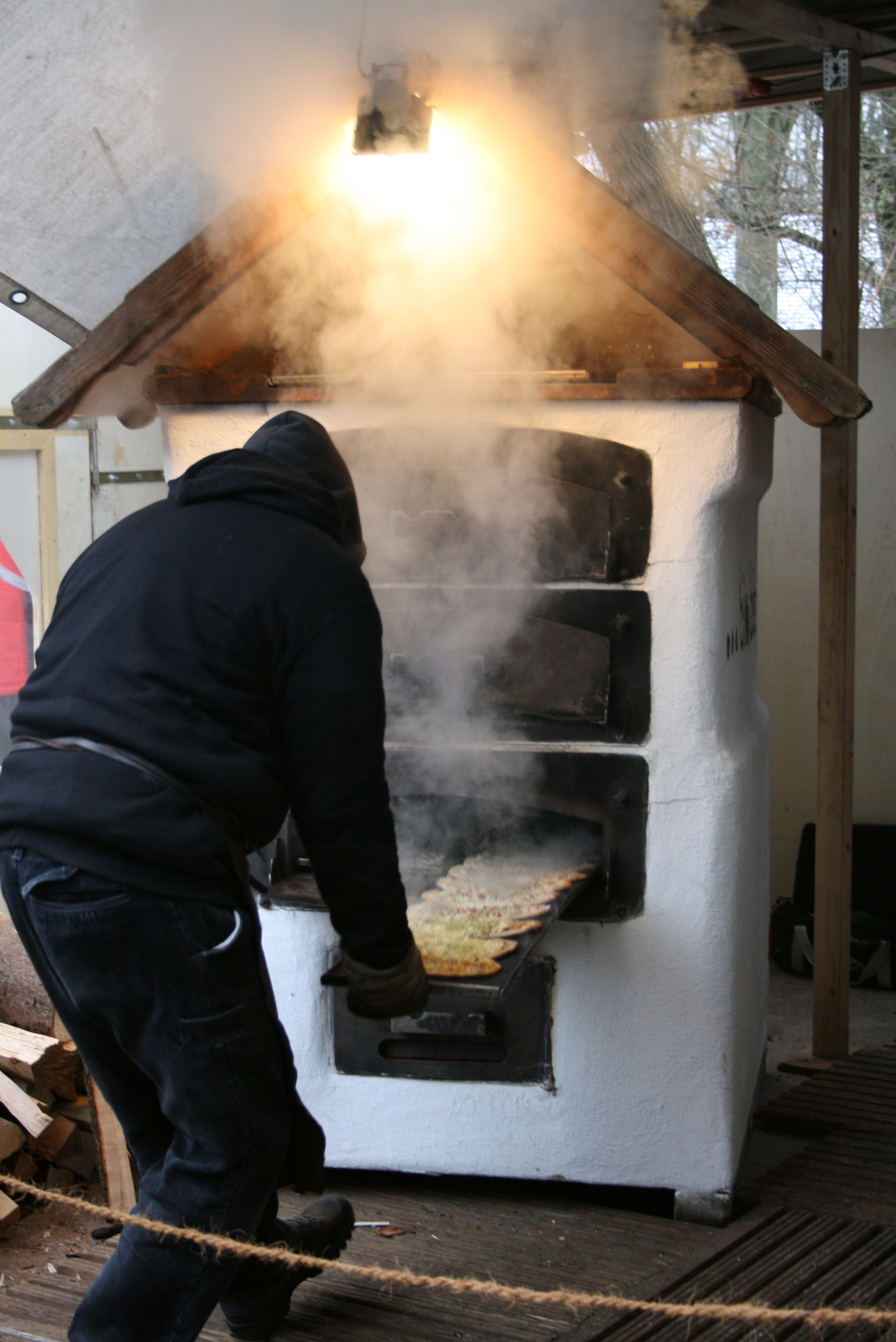
オーブンから出したばかりのタルト・フランベ

タルト・フランベ（フランス語: tarte flambée）は、フランスのアルザスとドイツ南部で作られている、長方形（伝統様式）もしくは円形をした非常に薄いパン生地をフロマージュ・ブランなどのチーズもしくはクレームフレーシュ（サワークリームの一種）で覆い、薄くスライスした玉ねぎとラードンをのせて焼いた、薄焼きピザに似た料理である。タルト・フランベはアルザス地方の名物料理の一つとなっている。

## 概要
アルザス地域圏では、この料理はアルザス語で「フラムクーヘ（Flammekueche）」や「フラムキューヘ（Flàmmeküeche）」、フラムキュアハ（Flàmmaküacha）」、「フラムクーヘル（Flammekuechle）」、ドイツ語で「フラムクーヘン（Flammkuchen、焼きケーキの意）」、フランス語で「タルト・フランベ（tarte flambée、フランベしたタルトの意）と呼ばれている。
タルト・フランベという名称にもかかわらず、この料理にはフランベの工程はなく、薪のオーブンを使用して調理する。この料理には加えるトッピングにより様々なバリエーションのオリジナルレシピがある。

## バリエーション
よく見ることのできるタルト・フランベとして以下の様なものがある。
- グラティニ（Gratinée）：グリュイエールチーズを加えた料理
- フォレスティエール（Forestière）：マッシュルームを加えた料理
- マンステール（Munster）：マンステールチーズを加えた料理
- 甘いタルト・フランベ：リンゴとシナモンを加え、カルヴァドスもしくは甘口のブランデーでフランベした甘いタルト・フランベ。

## 発祥
伝説によれば、この料理を作ったのは、1~2週間に1回パンを焼いているアルザスやバーデン＝バーデン、プファルツ地方出身のアレマン語話者の農夫であるとされる。事実、タルト・フランベは1960年代に「ピザの熱狂的な流行（pizza craze）」が起きるまでは、アルザス地方以外では知られることのない家庭の味であった。この頃は、タルト・フランベは薪のオーブンの温度を知るために利用されていた。オーブン温度が一番高い時期こそがタルト・フランベを焼く際の最適な温度であったためである。オーブンの中央部にタルトを置くスペースを作るため、燃えさしは側部にずらし、1～2分でタルト・フランベが焼きあがる。この際、タルト・フランベの端の部分は火により焼け焦げに近い状態となる。焼き上がりの様子は薄焼きピザに似ている。